# 캐나다의 세계유산

캐나다의 세계유산은 유네스코 세계문화유산의 등록기준 조건을 충족하여 세계유산 위원회를 거쳐 등재된 캐나다의 세계유산을 일컫는다. 캐나다는 9건의 문화유산과, 10건의 자연유산, 1건의 복합유산을 보유하고 있다.

## 목록

### 문화유산
| No. | 사진 | 등록명                                                                                             | 소재지                | 등록년도 | 등록기준 | 유네스코 지정번호 | 비고 |
| 1   |      | 란세오메도스 국립 역사 지구 L'Anse aux Meadows National Historic Site                              | 뉴펀들랜드 래브라도주 | 1978년   | (ⅵ)      | 4                 |      |
| 2   |      | 스구앵 과이 SGang Gwaay                                                                            | 브리티시컬럼비아주    | 1981년   | (ⅲ)      | 157               |      |
| 3   |      | 헤드스매시드 버펄로 지대 Head-Smashed-In Buffalo Jump                                              | 앨버타주              | 1981년   | (ⅵ)      | 158               |      |
| 4   |      | 퀘벡 역사 지구 Historic District of Old Québec (En) Arrondissement historique du Vieux-Québec (Fr) | 퀘벡주                | 1985년   | (ⅳ), (ⅵ) | 300               |      |
| 5   |      | 루넌버그 옛 시가지 Old Town Lunenburg                                                              | 노바스코샤주          | 1995년   | (ⅳ), (ⅴ) | 741               |      |
| 6   |      | 리도 운하 Rideau Canal                                                                             | 온타리오주            | 2007년   | (ⅰ), (ⅳ) | 1221              |      |
| 7   |      | 그랑프레 경관 Landscape of Grand-Pré                                                               | 노바스코샤주          | 2012년   | (ⅴ), (ⅵ) | 1404              |      |
| 8   |      | 레드베이의 바스크 고래잡이 기지 Red Bay Basque Whaling Station                                     | 뉴펀들랜드 래브라도주 | 2013년   | (ⅲ), (ⅳ) | 1412              |      |
| 9   |      | 돌 위의 암각화 : 아이시나이피 Writing-on-Stone / Áísínai'pi                                        | 앨버타주              | 2019년   | (ⅲ)      | 1597              |      |

### 자연유산
| No. | 사진 | 등록명                                                                                              | 소재지                                              | 등록년도             | 등록기준          | 유네스코 지정번호 | 비고             |
| 1   |      | 나하니 국립공원 Nahanni National Park                                                               | 노스웨스트 준주                                     | 1978년               | (ⅶ), (ⅷ)          | 24                |                  |
| 2   |      | 앨버타주 공룡공원 Dinosaur Provincial Park                                                          | 앨버타주                                            | 1979년               | (ⅶ), (ⅷ)          | 71                |                  |
| 3   |      | 알래스카 · 캐나다 국경의 산악 공원군 Kluane / Wrangell–St. Elias / Glacier Bay / Tatshenshini-Alsek | 캐나다 유콘 준주 브리티시컬럼비아주 미국 알래스카주 | 1979년 1992년 1994년 | (ⅶ), (ⅷ) (ⅸ), (ⅹ) | 72                | 미국과 공동 등재 |
| 4   |      | 우드 버펄로 국립공원 Wood Buffalo National Park                                                     | 앨버타주 노스웨스트 준주                            | 1983년               | (ⅶ), (ⅸ), (ⅹ)     | 256               |                  |
| 5   |      | 캐나다 로키산맥 국립공원 Canadian Rocky Mountain Parks                                              | 앨버타주 브리티시컬럼비아주                         | 1984년               | (ⅶ), (ⅷ)          | 304               |                  |
| 6   |      | 그로스 몬 국립공원 Gros Morne National Park                                                         | 뉴펀들랜드 래브라도주                               | 1987년               | (ⅶ), (ⅷ)          | 419               |                  |
| 7   |      | 워터턴 글레이셔 국제평화공원 Waterton-Glacier International Peace Park                              | 캐나다 앨버타주 미국 몬태나주                       | 1995년               | (ⅶ), (ⅸ)          | 354               | 미국과 공동 등재 |
| 8   |      | 미과샤 국립공원 Miguasha National Park                                                              | 퀘벡주                                              | 1999년               | (ⅷ)               | 686               |                  |
| 9   |      | 조긴스 화석 절벽 Joggins Fossil Cliffs                                                              | 노바스코샤주                                        | 2008년               | (ⅷ)               | 1285              |                  |
| 10  |      | 미스테이큰 포인트 Mistaken Point                                                                    | 뉴펀들랜드 래브라도주                               | 2016년               | (ⅷ)               | 1497              |                  |

### 복합유산
| No. | 사진 | 등록명                          | 소재지                | 등록년도 | 등록기준           | 유네스코 지정번호 | 비고 |
| 1   |      | 피마치오윈 아키 Pimachiowin Aki | 매니토바주 온타리오주 | 2018년   | (ⅴ), (ⅶ), (ⅸ), (ⅹ) | 1415              |      |

## 같이 보기
- 캐나다 국립 사적지